# Hodgenville
Hodgenville – miasto w Stanach Zjednoczonych, w stanie Kentucky, siedziba administracyjna hrabstwa LaRue.

W 1809 roku niedaleko miasta, na farmie Sinking Spring urodził się Abraham Lincoln - 16. prezydent Stanów Zjednoczonych.